# ویلا دل سول (تگزاس)
ویلا دل سول (به انگلیسی: Villa del Sol) یک منطقهٔ مسکونی در ایالات متحده آمریکا است که در شهرستان کمرون، تگزاس واقع شده‌است. ویلا دل سول ۰٫۵ کیلومتر مربع مساحت و ۱۷۵ نفر جمعیت دارد و ۹ متر بالاتر از سطح دریا واقع شده‌است.